# Lago Mogotoevo
Il lago Mogotoevo (in russo Моготоево озеро?) è un lago salato della Russia siberiana orientale situato vicino alla costa del Mare della Siberia orientale, all'interno del Circolo polare artico. Si trova nel Allaichovskij ulus della Repubblica Autonoma della Sacha-Jacuzia.

## Descrizione
Il lago Mogotoevo si trova nella parte nord del Bassopiano della Jana e dell'Indigirka, a nord-ovest della foce del fiume Indigirka. Ha una superficie di 323 km², una lunghezza di 34 km e una larghezza è di 15 km; queste dimensioni ne fanno il più grande lago naturale della Jakuzia. È alimentato dai fiumi Voroncova e Bol'šaja Melkaja e dal torrente Južnyj Mogotoevskij; il suo maggiore emissario è il piccolo fiume Melkaja, a nord, che si getta nel mare della Siberia orientale. Il Mogotoevo è collegato da un canale al lago Bol'šoe che si trova a poca distanza verso est.
Il ghiaccio compare sul lago a settembre - inizio ottobre e dura fino alla fine di giugno. Negli anni freddi, il lago non sgela completamente.

## Fauna
Le rive del lago sono un grande sito di nidificazione per l'edredone dagli occhiali, l'oca lombardella minore e altri uccelli acquatici.
Nel lago sono presenti: omul, nelma e coregone bianco.